# Józef Jarmuła

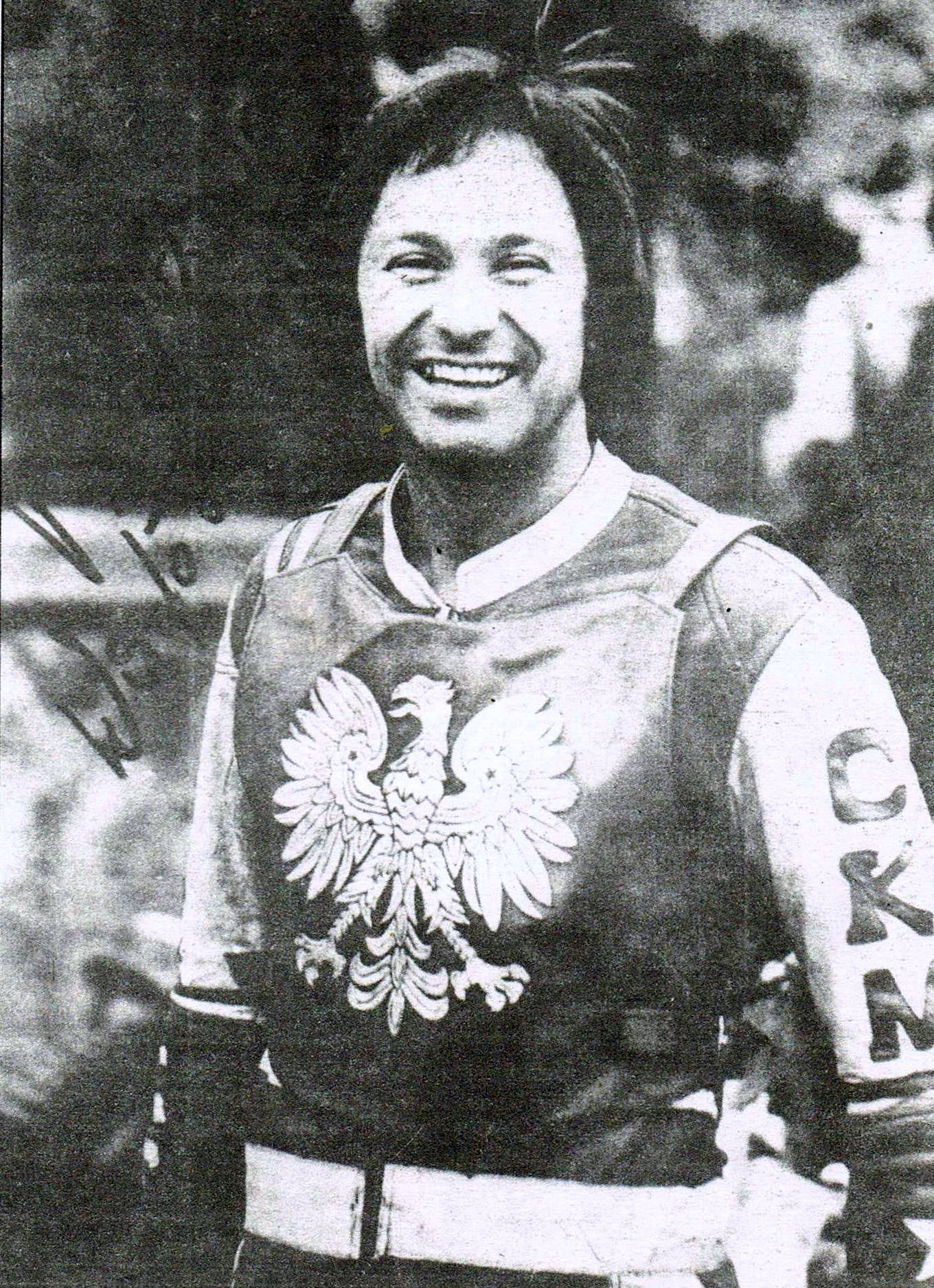
Józef Jarmuła jako reprezentant Polski w latach 70.

Józef Jarmuła (ur. 15 września 1941 w Ostrzyhomiu, zm. 12 czerwca 2025) – polski żużlowiec.
Zawodnik Śląska Świętochłowice w latach 1966-1972 i 1984-1985 oraz Włókniarza Częstochowa w latach 1974-1981. W 1981 został zdyskwalifikowany na dwa lata.

## Sukcesy
- 6 razy uczestniczył w finałach Indywidualnych Mistrzostwach Polski:
  - 1969 - Rybnik - VI miejsce,
  - 1972 - Bydgoszcz - X miejsce,
  - 1974 - Gorzów Wielkopolski - XII miejsce,
  - 1975 - Częstochowa - VI miejsce,
  - 1977 - Gorzów Wielkopolski - VI miejsce,
  - 1980 - Leszno - XV miejsce.
- 8 razy zdobywał medale w Drużynowych Mistrzostwach Polski:
  - raz złoto (1974),
  - czterokrotnie srebro (1969, 1970, 1975, 1976),
  - trzykrotnie brąz (1972, 1977, 1978).

## Inne ważniejsze turnieje
| Osiągnięcia: | Osiągnięcia: | 3. miejsce (1970) | 3. miejsce (1970) | 3. miejsce (1970) | 3. miejsce (1970) |
| Sezon        | Miasto       | Msc               | Pkt               | Biegi             | Kluby             |
| 1970         | Leszno       | 3                 | 11                | (w,3,3,3,2)       | Świętochłowice    |
| 1978         | Leszno       | 11                | 4                 | (1,2,t,1,d)       | Częstochowa       |
| 1979         | Leszno       | 10                | 5                 | (0,3,2,d,d)       | Częstochowa       |

### Drużynowe Mistrzostwa Polski - Sezon Zasadniczy Najwyższej Klasy Rozgrywkowej[2][3]
| Sezon | Klub                  | Miejsce | Liga   | Średnia/bg | Średnia/mc  | Pkt     | Bonusy | Razem   | Komplety | Biegi | Mecze |
| ----- | --------------------- | ------- | ------ | ---------- | ----------- | ------- | ------ | ------- | -------- | ----- | ----- |
| 1966  | Śląsk Świętochłowice  | 7       | 1 Liga | 0,600 (57) | 1,857 (54)  | 13 (55) | 2      | 15 (55) | 0        | 25    | 7     |
| 1981  | Włókniarz Częstochowa | 10      | 1 Liga | 1,978 (24) | 10,111 (15) | 91 (39) | 0      | 91 (42) | 1        | 46    | 9     |
| 1985  | Śląsk Świętochłowice  | 10      | 1 Liga | 1,375      | 3,000       | 9 (84)  | 2      | 11 (83) | 0        | 16    | 5     |

W nawiasie miejsce w danej kategorii (śr/m oraz śr/b - przy założeniu, że zawodnik odjechał minimum 50% spotkań w danym sezonie).